# Lələağacı
Lələağacı è un comune dell'Azerbaigian situato nel distretto di Zərdab. Conta una popolazione di 591 abitanti.